# Die Ursache. Eine Andeutung
Die Ursache. Eine Andeutung ist der erste Teil einer fünfteiligen Autobiographie des österreichischen Schriftstellers Thomas Bernhard, der 1975 erschien. Als zweiter Band erschien 1976 Der Keller. Eine Entziehung, 1978 folgte Der Atem. Eine Entscheidung und 1981 der vierte Band Die Kälte. Eine Isolation, im Jahr darauf der fünfte und letzte Teil Ein Kind. 

## Inhalt
Der Schüler Thomas Bernhard besucht während seines zwölften bis fünfzehnten Lebensjahres das Gymnasium in Salzburg. Bernhard denkt von Anfang an an Selbstmord, da er mit den Erziehungsmethoden des Rektors Grünkranz im Internat und mit der schlimmen Zeit während des Zweiten Weltkrieges nicht zurechtkommt. Am Anfang will er auch erfahren, was eine Bombe ausrichtet, als aber eine einschlägt, ist er zutiefst erschüttert. Denn als er auskundschaftet, was sie für Folgen hat, tritt er auf eine Hand. Zuerst meint er, es sei eine Puppenhand, doch als er genauer schaut, sieht er, dass es eine Menschenhand ist. Außerdem macht das Einschlagen der Bomben einen Schulbesuch des Öfteren unmöglich. Denn bevor er sich anschickt in die Schule zu gehen, wird meistens schon Bombenalarm gegeben. So muss er in dieser beängstigenden Zeit jeden Tag in den Schutzstollen.
Nach dem Zweiten Weltkrieg wird im Internat nicht viel geändert, nur der nationalsozialistische Raum wird zu einem katholischen Raum umgestaltet. Der neue Rektor, Onkel Franz, benutzt die gleichen Erziehungsmethoden wie Grünkranz. Als Bernhard dies alles eines Tages zu viel wird, beschließt er, sich beim Arbeitsamt zu melden. Dort wird er an den Lebensmittelhändler Podlaha vermittelt.

## Charaktere
- Thomas Bernhard ist die Hauptfigur in dieser Autobiografischen Erzählung. Er leidet unter der Behandlung des Internatsleiters, der ihn oft grundlos schlägt. Dadurch beginnt er bald Selbstmordgedanken zu entwickeln. Als er nahe davor steht, diesen Gedanken in die Tat umzusetzen wendet er sich an seinen Großvater, den einzigen Menschen, dem er Sympathie entgegenbringt.
- Grünkranz ist Direktor des NS-Internats, das Bernhard besucht. Er ist ein Muster-SA-Offizier und versucht, die Schüler zu einem Teil des Hitler-Regimes zu machen, indem er sie zwingt, Parolen und Lieder zum Lob des Führers zu singen.
- Onkel Franz ist der Nachfolger von Grünkranz. Dieser Direktor hatte auf katholische Weise das Erbe des nationalsozialistischen Grünkranz angetreten und der ihm unterstellte Präfekt schlägt die Schüler mit der gleichen Willkür. Vor ihm hat Bernhard jedoch nur noch Respekt und keine Angst mehr.
- Der Großvater, Johannes Freumbichler ist eine prägender Figur in Bernhards Leben. Er heiratet nie katholisch, weshalb ihm schließlich auch ein Grab auf dem Friedhof verwehrt bleibt. Freumbichler ist ein kritischer Schriftsteller, der nicht viel verdient, und deshalb immer wieder Probleme beim finanziellen Erhalt seiner Familie hat. Er versucht, Bernhard in seine Fußstapfen zu bringen und fördert und fordert ihn in kreativen Arbeiten.[1]

Den meisten Personen steht Bernhard feindlich gegenüber, vor allem Grünkranz und Onkel Franz, aber auch seinen Eltern, die sich nicht um ihn kümmern.

## Sprache und Form
Die stilistischen Merkmale sind typisch für Thomas Bernhard: lange Sätze, deren Aussagen durch Wiederholungen und Variationen verstärkt werden, sowie viele Eigenschaftswörter, die den Effekt verstärken sollen. Er wechselt oft die Erzählersicht, so schreibt er beispielsweise einmal in der Ich-Form und wenige Seiten zuvor in der dritten Person. Man findet im ganzen Buch keinen einzigen Absatz, was es schwer macht, Lesepausen einzulegen. Bernhard spielt mit den Worten und deren Bedeutungen.

## Ausgaben
- Thomas Bernhard: Die Ursache. Eine Andeutung. Residenz Verlag, Salzburg 1975, ISBN 3-701-70141-5. (online, PDF)
- Thomas Bernhard, Lukas Kummer (Illustration): Die Ursache. Eine Andeutung. Graphic Novel. Residenz Verlag, Salzburg 2018, ISBN 978-3-7017-1693-7.

## Sekundärliteratur
- Jean Améry: Morbus Austriacus: Bemerkungen zu Thomas Bernhards „Die Ursache“ und „Korrektur“. In: Jean Améry: Der integrale Humanismus zwischen Philosophie und Literatur: Aufsätze und Kritiken eines Lesers 1966-1978. Hrsg. und mit einem Nachwort versehen von Helmut Heißenbüttel. Klett-Cotta, Stuttgart 1985, S. 228–235.
- Jürgen Brunner: Von der 'Krankheit zum Tode' zur 'Korrektur': Kulturhistorische und suizidologische Anmerkungen zu literarischen Suiziddarstellungen. In: Bettina von Jagow und Florian Steger (Hrsg.): Jahrbuch Literatur und Medizin, Band 1. Universitätsverlag Carl Winter, Heidelberg 2007, S. 13–30.
- William J. Donahue: Zu Thomas Bernhards Die Ursache: Eine Andeutung. In: Modern Austrian Literature 21:3–4, S. 89–105.
- Martin Huber: „Romanfigur klagt den Autor“: Zur Rezeption von Thomas Bernhards Die Ursache: Eine Andeutung. In: Wendelin Schmidt-Dengler und Martin Huber (Hrsg.): Statt Bernhard: Über Misanthropie im Werk Thomas Bernhards. Verlag der Österreichischen Staatsdruckerei, Wien 1987, S. 59–110.
- Gudrun Mauch: Thomas Bernhards Biographie des Schmerzes: „Die Ursache,“ „Der Keller“ und „Der Atem“. In: Modern Austrian Literature 13:1, S. 91–110.
- Walter Pape: „Mich für mein ganzes Leben verletzendes Geschehen als Erlebnis“: Die Luftangriffe auf Salzburg (1944) in Thomas Bernhards Die Ursache und Alexander Kluges Der Luftangriff auf Halberstadt am 8. April 1945. In: Wilfried Wilms und William Rasch (Hrsg.): Bombs Away! Representing the Air War over Europe and Japan. Rodopi, Amsterdam 2006, S. 181–197.
- Barbara Saunders: Thomas Bernhard: „Die Ursache“, „Der Keller“, „Der Atem“ and „Die Kälte“. In: Barbara Saunders: Contemporary German Autobiography: Literary Approaches to the Problem of Identity.  Institute of Germanic Studies, University of London 1982, S. 57–77 (Zugleich Diss. Universität Cambridge 1982).